# Can Puigtió
Can Puigtió és una masia de Maçanet de la Selva (Selva) inclosa a l'Inventari del Patrimoni Arquitectònic de Catalunya.

## Descripció
Immoble de tres plantes; en la planta baixa, s'observa la presència de cinc obertrues, de les quals destaquen en especial, els dos accessos o entrades. Per una banda, tenim el portal central adovellat circular, amb unes dovel·les de grans dimensions. Mentre que per l'altra, el portal secundari, de llinda monolítica, conformant un arc pla i muntants de pedra. En el primer pis o planta noble, trobem cinc obertures més, les quals reprodueixen a la perfecció el patró o esquema compositiu tantes vegades repetit de: llinda monolítica, conformant un arc pla, muntants de pedra i ampit treballat. El pertinent rellotge de sol, ubicat en l'espai físic d'aquesta planta noble, ha desaparegut arran de les obres de restauració que s'estan duent a terme, ja que ha quedat cobert per la capa d'arrebossat, sobresurtint exclusivament a la llum el ferro que indicava les hores. El segon pis, és projectat com a golfes, amb dues finestres rectangulars adosades amb llinda monolítica i muntants de pedra i sobre el dintell, hi ha un petit mosaic compost per 24 peces i de temàtica hagiogràfica, amb dues figures que per la inscripció sabem que és Sant Antoni. Coberta amb una teulada de vessants a laterals o a dues aigües. Cal esmentar, que la masia no es troba aïllada, sinó que en la mateixa propietat està flanquejada per un paller, en el qual s'estan duent a terme les pertinents obres de restauració i habilitació i un petit estable bastant abandonat.

## Història
La primera referència que es conserva d'aquesta finca és de l'any 1571, quan ja era constituïda la casa. Aquesta a ser una nova construcció d'una de més antiga de la quan encara se’n conserven les restes. L'any 1645 l'habitava un tal Juan Puigtihó, que no se sap si era el propietari o bé el masover; el cas és que des de llavors el nom de la finca ha estat sempre el de Can Puigtihó. Abans de 1850, n'era masovera la família Soms, que més tard, en un assentament fet pels propietaris de Puigtihó, edificà la casa coneguda com a Can Soms de l'Estany. Puigtihó era propietat de la família Brichfeus, de la Noblesa Catalana i participant en la Guerra de Successió. L'any 1870, comprà Puigtihó els esmentats propietaris, en Francesc Adroher Vives, la família del qual s'havia instal·lat a Cuba. L'any 1875, ampliaren i transformaren la casa, ja que no estava en gaires bones condicions. Quan la família Adroher la va comprar, n'eren masovers la família Mateu, que hi va anar després de la família Soms.
L'any 1970, els germans Adroher es varen vendre la finca a una empresa que s'anomenà Puigtió, S.A. que va ser la promotora del polígon industrial que porta aquest nom. Aquesta empresa, en primer lloc, edificà una casa nova i unes instal·lacions agropecuàries per la família Josep Mateu. La casa antiga, va ser restaurada i a finals dels anys vuitanta del segle passat hi havia instal·lades les oficines del Polígon Puigtió, S.A. El Sant Antoni de la façana amb la inscripció “Mas Sant Antoni” fet amb rajola de València, va ser posat per Clara Moreix en un intent de canviar el nom del mas, cosa que no va aconseguir. En el menjador de la casa, hi havia un Sant Isidre d'uns 80 centímetres d'alt, en una capella adossada a la paret, amb les inicials a soata de F.A. Segons els antics propietaris, aquesta imatge feia més de cent anys que estava en aquest lloc. També hi ha a la propietat, les restes d'un pou de glaç, en els límits de l'estany i una gran era molt ben conservada. Els anteriors amos de la finca tenien reservat per a ells, el menjador, la cuina de la dreta de l'entrada de casa i dues habitacions a la part de darrere de dalt. La família Mateu, ha habitat la casa entre 120 i 130 anys. L'any 1918, va morir jove el masover de Llavors, en Josep Mateu, casat amb Rita Reyner i Ciurana. Aquesta, en trobar-se vídua i amb cinc fills petits, i amb una finca molt gran per treballar, al poc temps es casà amb en Pere Pons i Parés, també vidu i amb tres fills, passant a encarregar-se del cultiu de la finca. A la mort de Pere Pons, continuà treballant la finca en Mateu Reyner, fill de Josep Mateu i de Rita Reyner, i casat amb Anna Garriga. A aquest el va succeir el seu fill, Josep Mateu Garriga, casat amb Aurora Pons, els quals seguiren treballant la finca fins que marxaren a viure a la vila l'any 1983.